# 細川業氏
細川 業氏（ほそかわ なりうじ、生没年不詳）は、南北朝時代から室町時代の人物。細川和氏の五男（末子）、細川奥州家4代当主で、2代当主・細川顕氏の養子。

## 概要
細川和氏の子で細川顕氏の養子となった。文和元年/正平7年（1352年）7月に顕氏が死去すると和泉守護職を継承したが、翌年には畠山国清に交代しており、延文元年/正平11年（1356年）には再び和泉守護に任じられている。延文4年/正平14年（1359年）6月に義兄の細川繁氏が急死すると細川奥州家の家督を継承した。応安元年/正平23年（1368年）4月15日には足利義満の元服式で理髪役を務めている。応安3年/建徳元年（1370年）6月17日には引付頭人を務めた。